# 桥头村站
桥头村站建于1964年，是成昆铁路上的一个已经废止的铁路车站，位于位于云南省安宁市太平新城街道桥头社区。
桥头村站原隶属昆明铁路局管辖，北上距成都站1080公里，南下距昆明站20公里。